# Geheimschutz
Der Geheimschutz umfasst alle personellen und materiellen (organisatorischen, baulichen und technischen) Maßnahmen zum Schutz von im staatlichen Interesse geheimzuhaltenden Unterlagen, Maßnahmen und Objekten. Er sorgt dafür, dass Informationen und Vorgänge, deren Bekanntwerden den Bestand, lebenswichtige Interessen oder die Sicherheit eines Staates oder seiner Teile gefährden kann, vor unbefugter Kenntnisnahme geschützt werden. Geheimschutz ist präventive Spionageabwehr. In einem engen Begriffsverständnis von Spionageabwehr, der nur repressive Maßnahmen umfasst, ist der Geheimschutz der Spionageabwehr vorgelagert.

## Allgemeines
Bestimmte staatliche sensible Informationen dürfen nur einem kleinen Personenkreis zugänglich sein. Der Geheimschutz zielt darauf ab, solche empfindlichen Informationen vor unbefugtem Zugriff zu schützen. Daher werden bestimmte Tatsachen, Gegenstände oder Erkenntnisse als Verschlusssachen ausgewiesen. Je nach Schutzbedürftigkeit werden sie mit einem Geheimhaltungsgrad gekennzeichnet. Warn- und Sperrvermerke begrenzen den zugangsberechtigten Empfängerkreis einer Verschlusssache weiter.

## Personeller Geheimschutz
Personen, die in Deutschland Zugang zu Verschlusssachen ab VS-VERTRAULICH erhalten sollen oder ihn sich verschaffen können, sind nach dem Sicherheitsüberprüfungsgesetz (SÜG) einer Sicherheitsüberprüfung zu unterziehen. Ausgangspunkt der Überprüfung bildet eine von der betroffenen Person auszufüllende Sicherheitserklärung. Die geforderten Angaben und die Art sowie der Umfang der Überprüfungsmaßnahmen richten sich nach der Empfindlichkeit der Informationen, zu denen der Überprüfte Zugang bekommen soll oder sich verschaffen kann. Die Maßnahmen reichen von Abfragen im Bundeszentralregister und bei Sicherheitsbehörden über Internetrecherchen bis hin zur Befragung von Personen im Umfeld des zu Überprüfenden. Im Auftrag der Behörde, die eine Person mit einer sicherheitsempfindlichen Tätigkeit betrauen möchte, führt das Bundesamt für Verfassungsschutz (BfV) die Sicherheitsüberprüfung durch. Soll die Sicherheitsüberprüfung für ein Wirtschaftsunternehmen durchgeführt werden, das auf staatliche Veranlassung mit Verschlusssachen arbeitet, ist das Bundesministerium für Wirtschaft und Klimaschutz (BMWK) der Auftraggeber. Gründe, die zur Feststellung eines Sicherheitsrisikos führen und einem Einsatz in sicherheitsempfindlicher Tätigkeit entgegenstehen, können sich insbesondere aus Zweifeln an der persönlichen Zuverlässigkeit (z. B. wegen begangener Straftaten oder Drogenmissbrauchs), einer besondere Gefährdung der betroffenen Person (z. B. die Besorgnis der Erpressbarkeit, bei möglichen Anbahnungs- oder Werbungsversuchen durch ausländische Nachrichtendienste, kriminelle, extremistische oder terroristische Organisationen etwa bei Überschuldung) sowie Zweifeln am Bekenntnis zur freiheitlichen demokratischen Grundordnung (z. B. bei extremistischer Betätigung).

## Materieller Geheimschutz
Der materielle Geheimschutz umfasst Technische und organisatorische Maßnahmen, die den unberechtigten Zugriff auf Verschlusssachen verhindern und beinhaltet Regelungen zum Umgang mit Verschlusssachen, zum Beispiel zur Herstellung, besonderen Kennzeichnung, Transport, Weitergabe und zur Aufbewahrung wie Tresore und elektronische Sicherungen.
Behörden und sonstige öffentliche Stellen (z. B. Verfassungsorgane) sind verpflichtet, Verschlusssachen durch Maßnahmen des materiellen Geheimschutzes so zu schützen, dass Durchbrechungen ihrer Vertraulichkeit entgegengewirkt wird, und darauf hinzuwirken, dass solche Versuche erkannt und aufgeklärt werden können. Dies gilt auch für die Weitergabe von Verschlusssachen an nichtöffentliche Stellen (§ 4 Abs. 4 SÜG). Technische Mittel zur Sicherung von Verschlusssachen sind beispielsweise VS-Verwahrgelasse, VS-Schlüsselbehälter, Einbruch- und Überfallmeldeanlagen, Zutrittskontrollanlagen, VS-Transportbehälter, VS-Verpackungen, VS-Sicherheitstüren und -schlösser. Dazu zählen auch Mittel zur Vernichtung von Verschlusssachen. VS-Verwahrgelasse sind besonders gesicherte Räume, Schränke oder sonstige Behältnisse zur Aufbewahrung von Verschlusssachen. Jede VS-Registratur verfügt über mindestens ein VS-Verwahrgelass.

## Strafrecht
Das Strafrecht trägt mit seiner general- und spezialpräventiven Wirkung zum Geheimschutz bei. Strafbar macht sich in Deutschland, wer:
- ein Staatsgeheimnis einer fremden Macht oder einem ihrer Mittelsmänner mitteilt oder sonst an einen Unbefugten gelangen lässt oder öffentlich bekanntmacht, um die Bundesrepublik Deutschland zu benachteiligen oder eine fremde Macht zu begünstigen und dadurch die Gefahr eines schweren Nachteils für die äußere Sicherheit der Bundesrepublik Deutschland herbeiführt (Landesverrat; § 94 StGB).
- ein Staatsgeheimnis, das von einer amtlichen Stelle oder auf deren Veranlassung geheim gehalten wird, an einen Unbefugten gelangen lässt oder öffentlich bekanntmacht und dadurch die Gefahr eines schweren Nachteils für die äußere Sicherheit der Bundesrepublik Deutschland herbeiführt (Offenbaren von Staatsgeheimnissen; § 95 StGB)
- sich ein Staatsgeheimnis verschafft, um es zu verraten (Landesverräterische Ausspähung; § 96 Abs. 1 StGB)
- sich ein Staatsgeheimnis, das von einer amtlichen Stelle oder auf deren Veranlassung geheim gehalten wird, verschafft, um es zu offenbaren (Auskundschaften von Staatsgeheimnissen; § 96 Abs. 2 StGB)
- ein Staatsgeheimnis, das von einer amtlichen Stelle oder auf deren Veranlassung geheim gehalten wird, an einen Unbefugten gelangen lässt oder öffentlich bekanntmacht und dadurch fahrlässig die Gefahr eines schweren Nachteils für die äußere Sicherheit der Bundesrepublik Deutschland verursacht (Preisgabe von Staatsgeheimnissen; § 97 Abs. 1 StGB)
- für eine fremde Macht eine Tätigkeit ausübt, die auf die Erlangung oder Mitteilung von Staatsgeheimnissen gerichtet ist oder gegenüber einer fremden Macht oder einem ihrer Mittelsmänner sich zu einer solchen Tätigkeit bereit erklärt (Landesverräterische Agententätigkeit; § 98 Abs. 1 StGB)

In Deutschland sind Staatsgeheimnisse Tatsachen, Gegenstände oder Erkenntnisse, die nur einem begrenzten Personenkreis zugänglich sind und vor einer fremden Macht geheim gehalten werden müssen, um die Gefahr eines schweren Nachteils für die äußere Sicherheit der Bundesrepublik Deutschland abzuwenden (§ 93 Abs. 1 StGB). Die strafrechtliche Definition ist unabhängig von der Einstufung als Verschlusssache, d. h. nicht jeder Inhalt einer Verschlusssache muss ein Staatsgeheimnis im Sinne des Strafgesetzbuches sein. Umgekehrt können auch nicht Eingestuftes ein Staatsgeheimnis sein.

## Spionageabwehr
Die repressive Spionageabwehr trägt zum Geheimschutz bei, indem sie im Rahmen der (Verdachts-)Fallbearbeitung Spionageaktivitäten aufklärt. Durch die Weitergabe von Informationen über erkannte Spionagefällen an die Strafverfolgungsbehörden werden Aktivitäten gegen den Geheimschutz beendet. Eine effektive Spionageabwehr kann Verräter abschrecken. Gegenspionage zielt auf die Gewinnung von Erkenntnissen über fremde Nachrichtendienste, die im eigenen Land Spionage betreiben. Die Erkenntnisse der Gegenspionage können genutzt werden, um die repressive Spionageabwehr zu verbessern. Das Wissen über Ansatzpunkte gegnerischer Spionage hilft, Schutzmaßnahmen zu verbessern.

## Prävention
Prävention ist ein wirksames Mittel zum Geheimschutz. Potentielle Geheimnisträger werden sensibilisiert, dass sie in den Fokus fremder Nachrichtendienste geraten können. Maßnahmen können sich an breite Teile der Bevölkerung richten, z. B. Plakatkampagnen, an bestimmte Personengruppen, z. B. Soldaten, oder an besonders gefährdete Einzelpersonen.

Achtung! Feind hört mit!
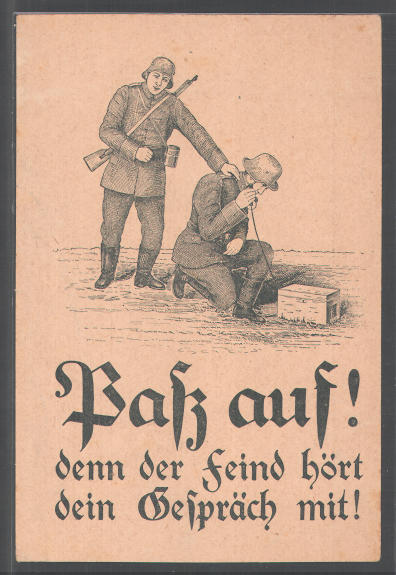
Paß auf! denn der Feind hört dein Gespräch mit!
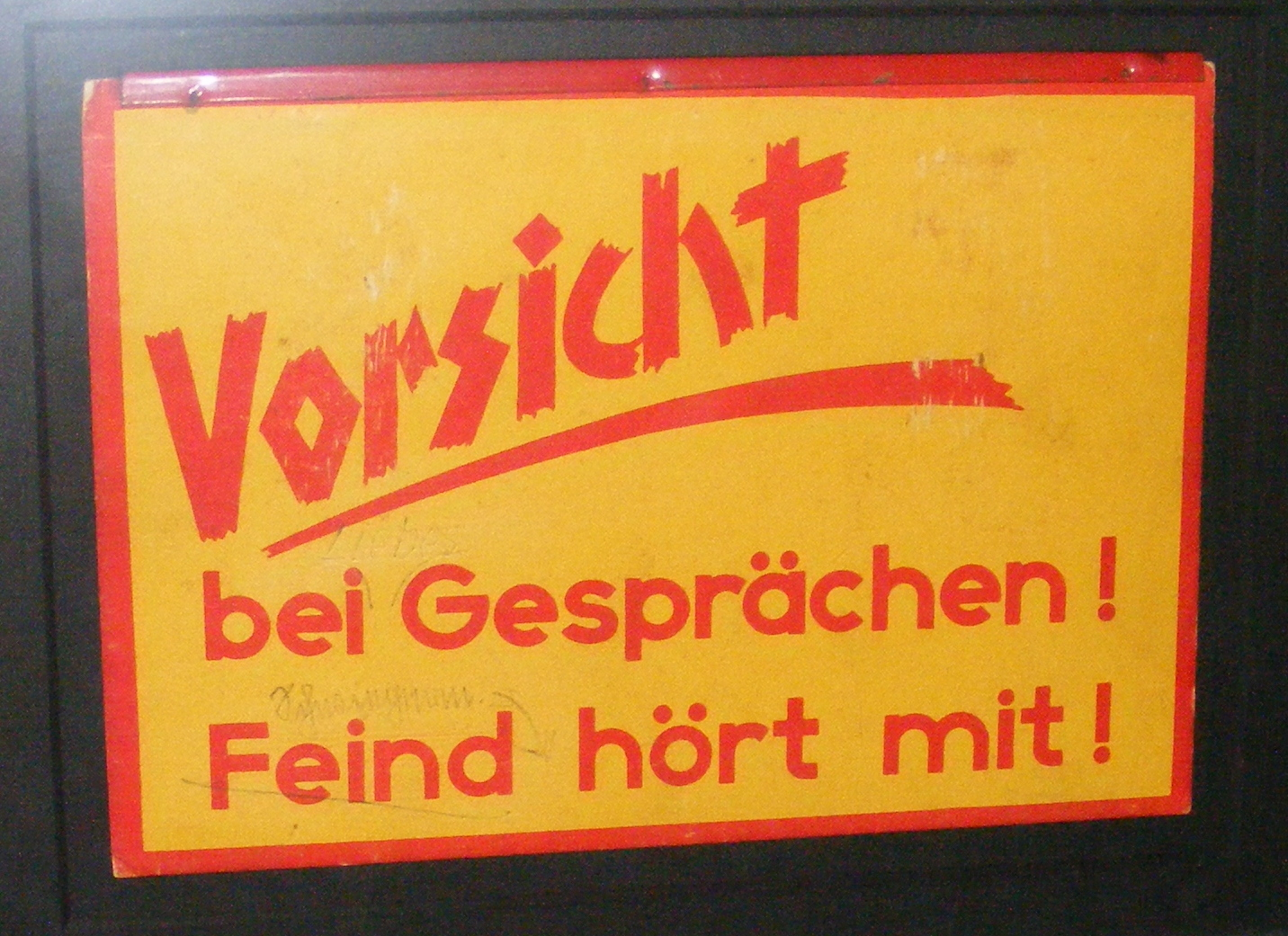
Vorsicht bei Gesprächen! Feind hört mit!
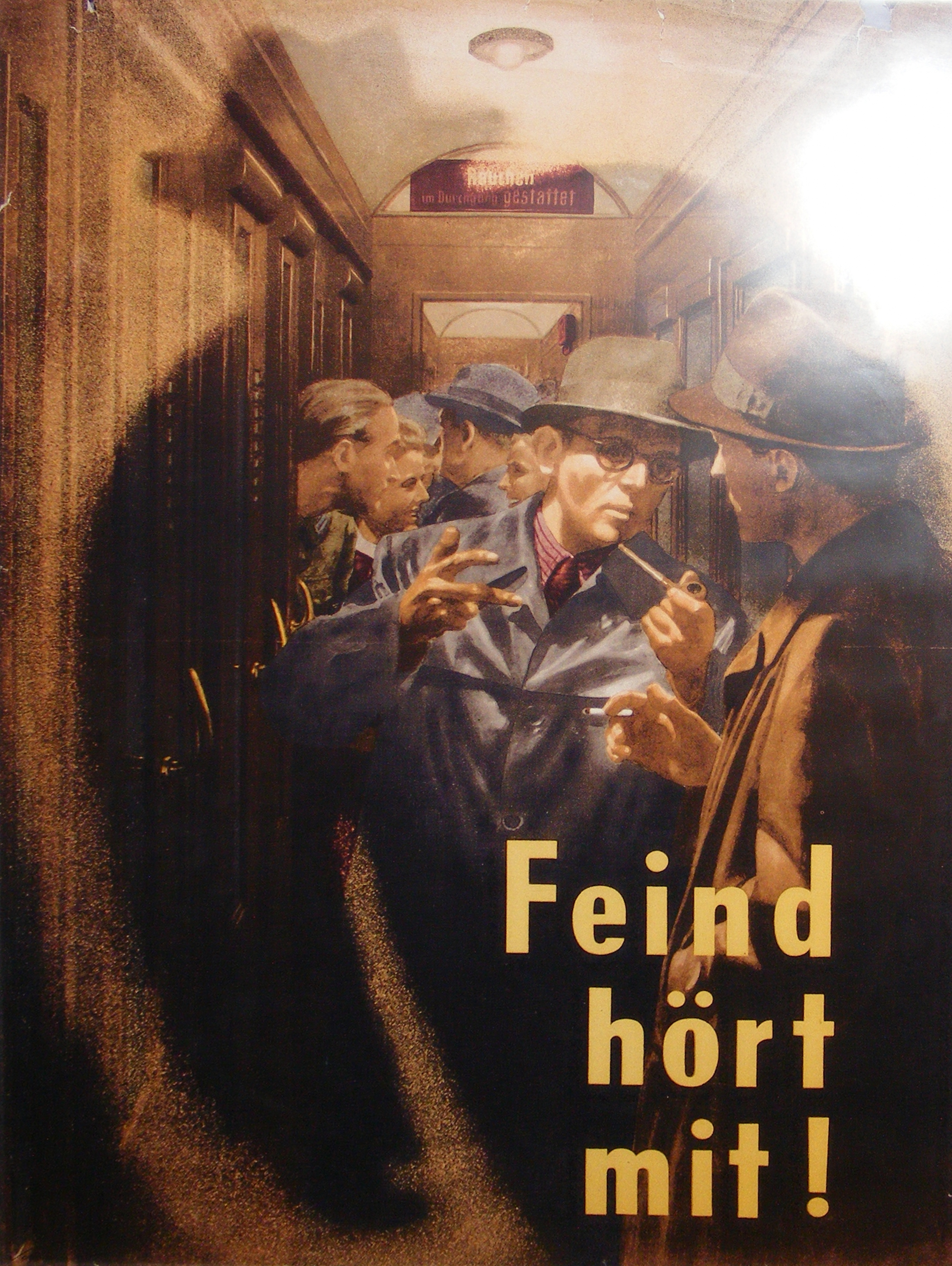
Plakat aus der „Schattenmann“-Reihe, etwa 1943
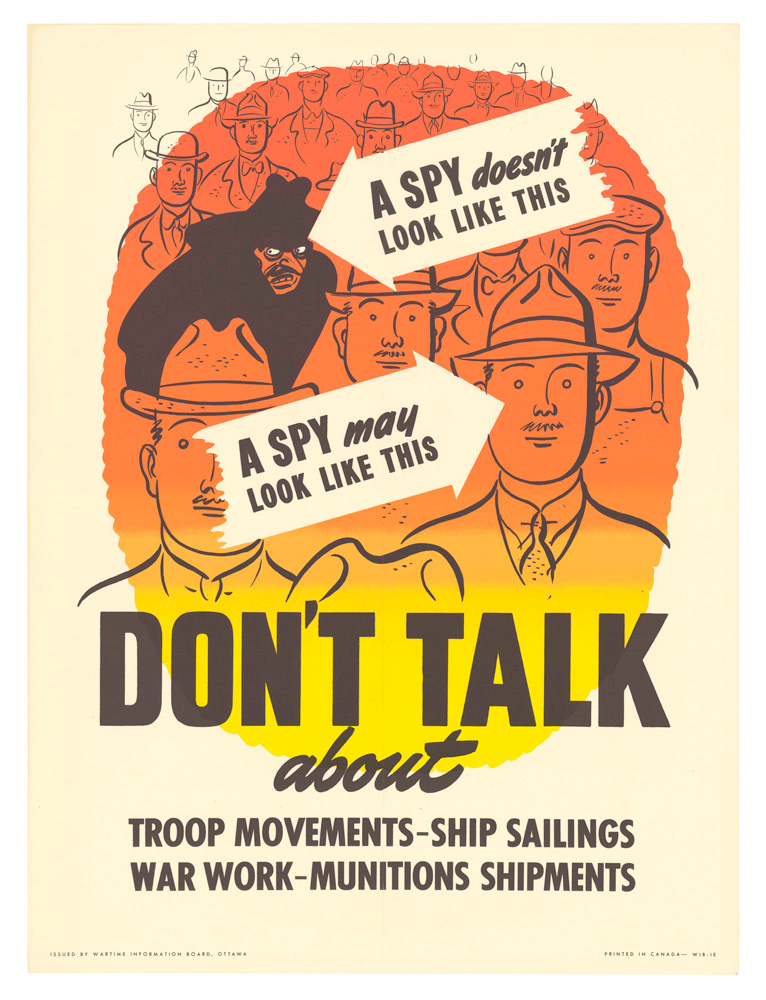
Don't talk
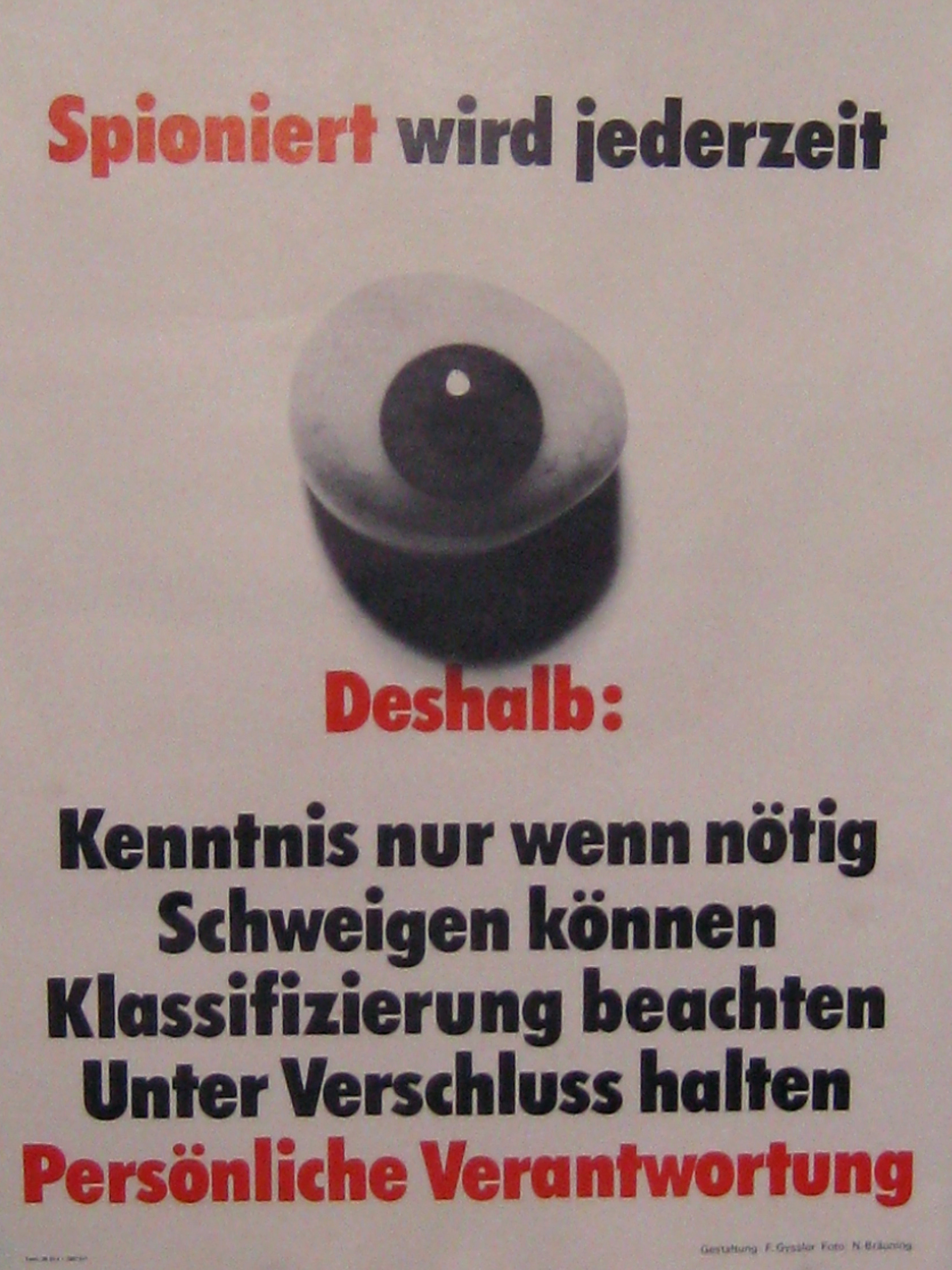
Spioniert wird jederzeit
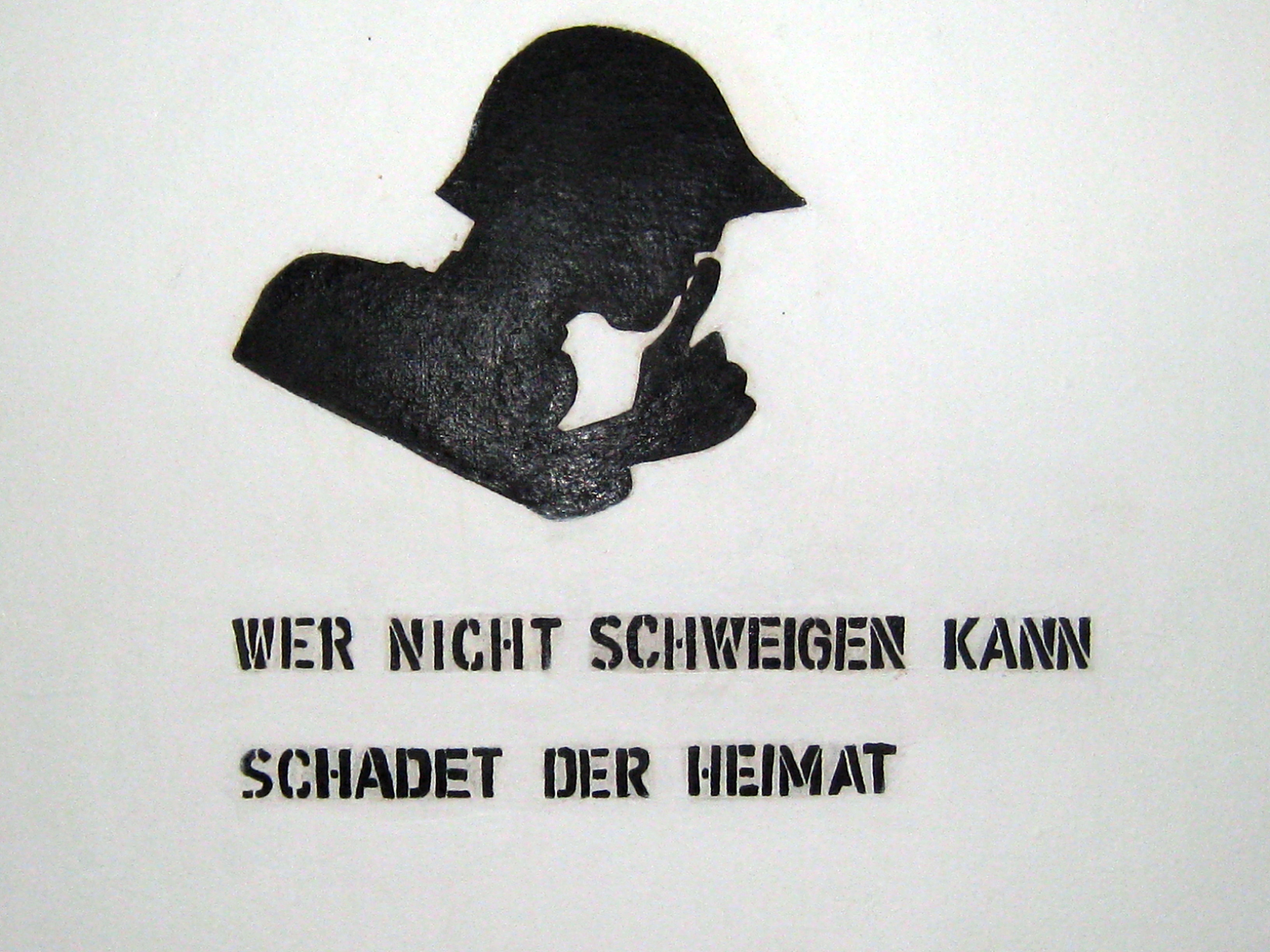
Präventiver Geheimschutz: Hinweis beim Ausgang der Schweizer Festung Reuenthal

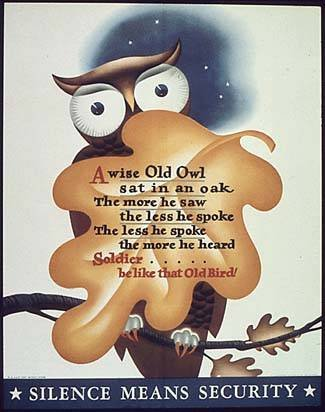
Silence means Security
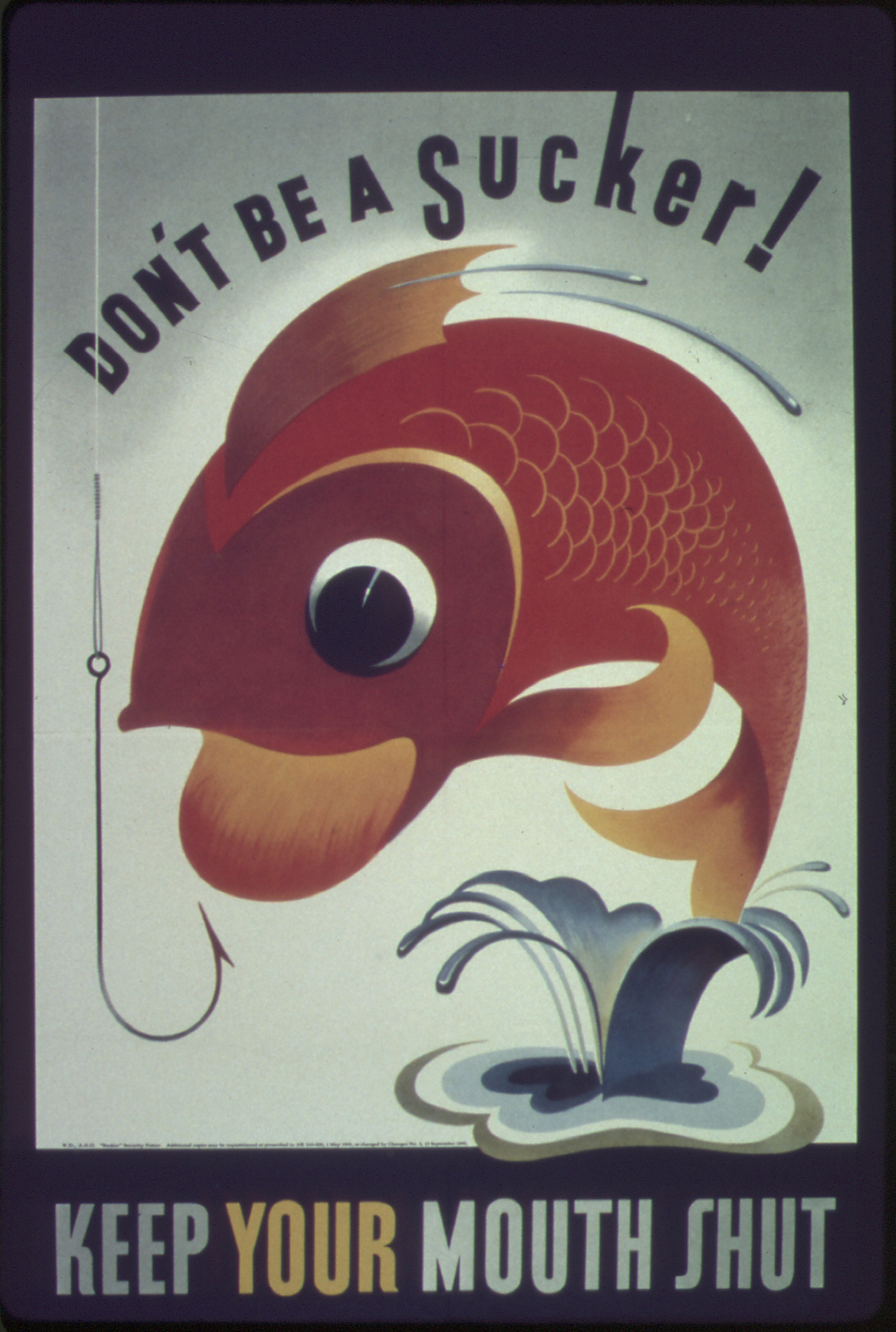
Keep your mouth shut
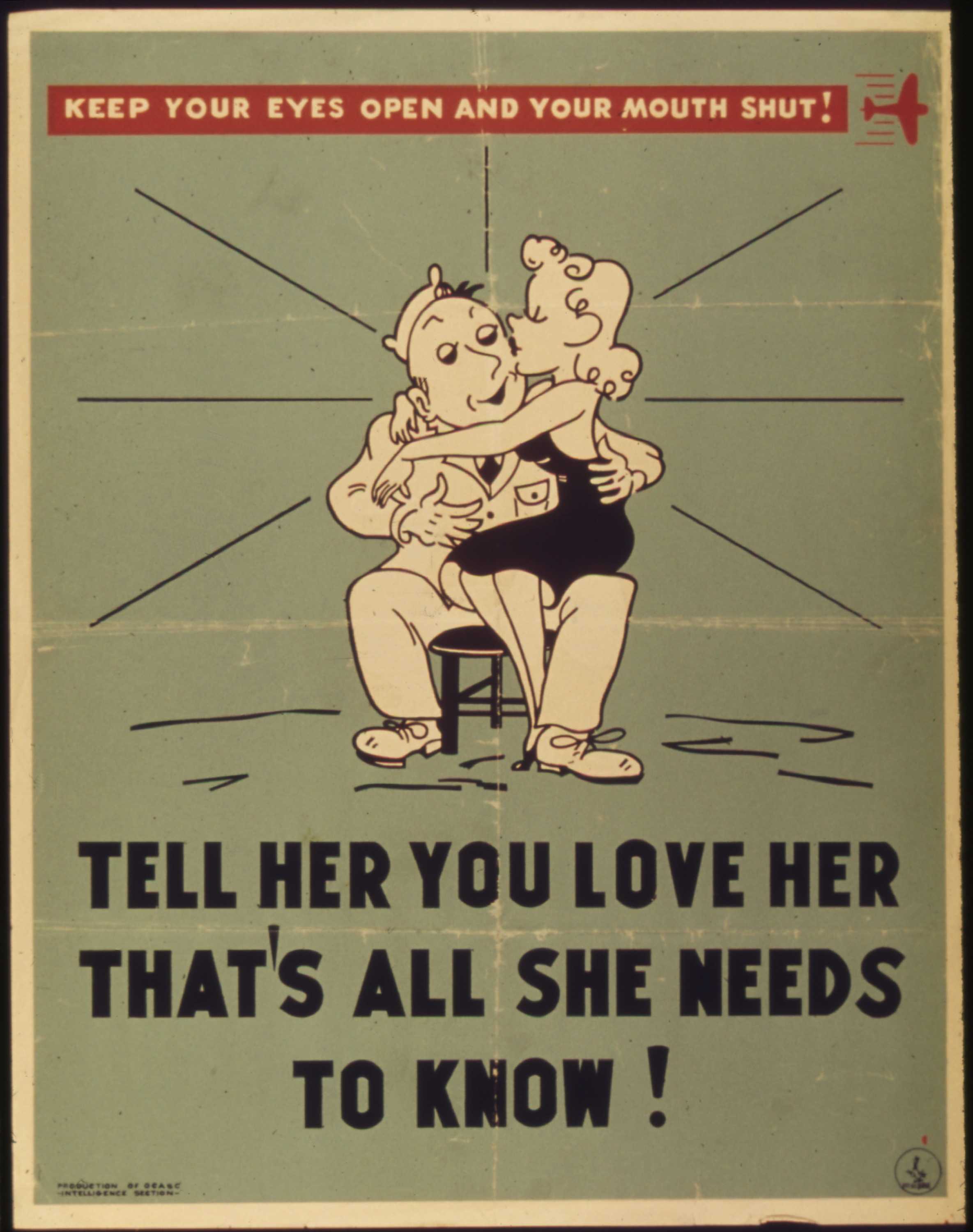
Tell her you love her. That's all she needs to know!
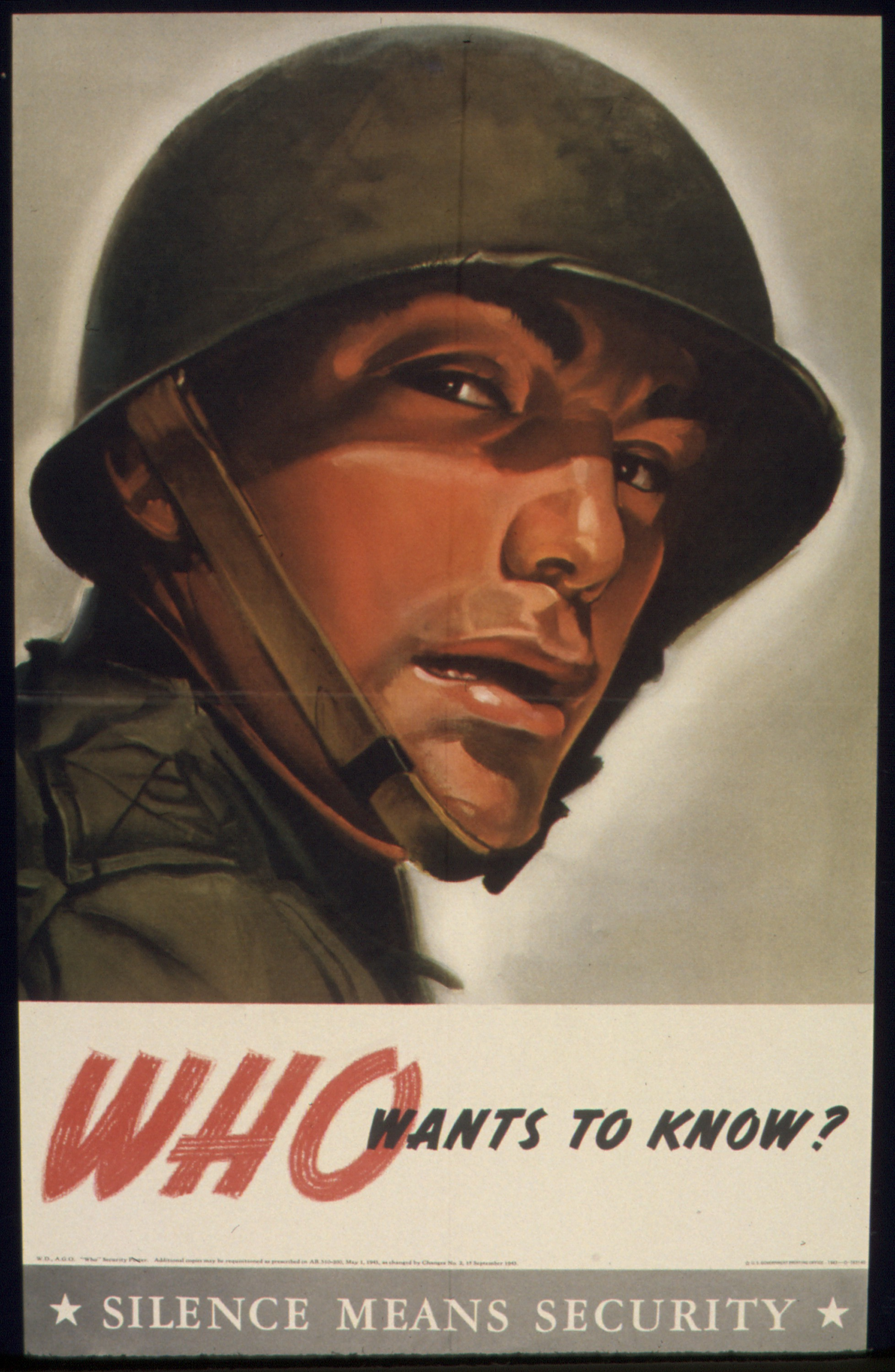
Who wants to know
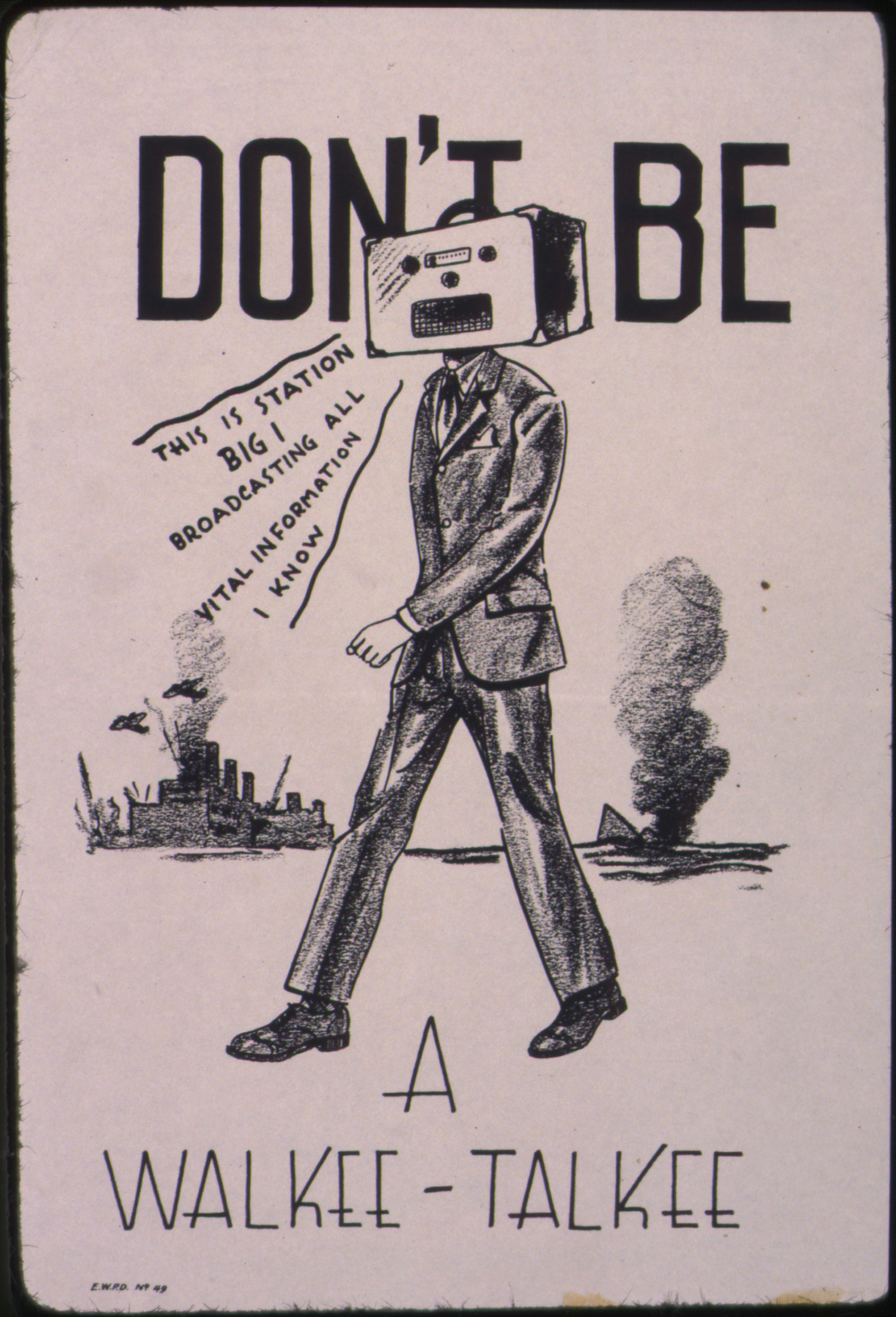
Dont't be a walkee-talkee
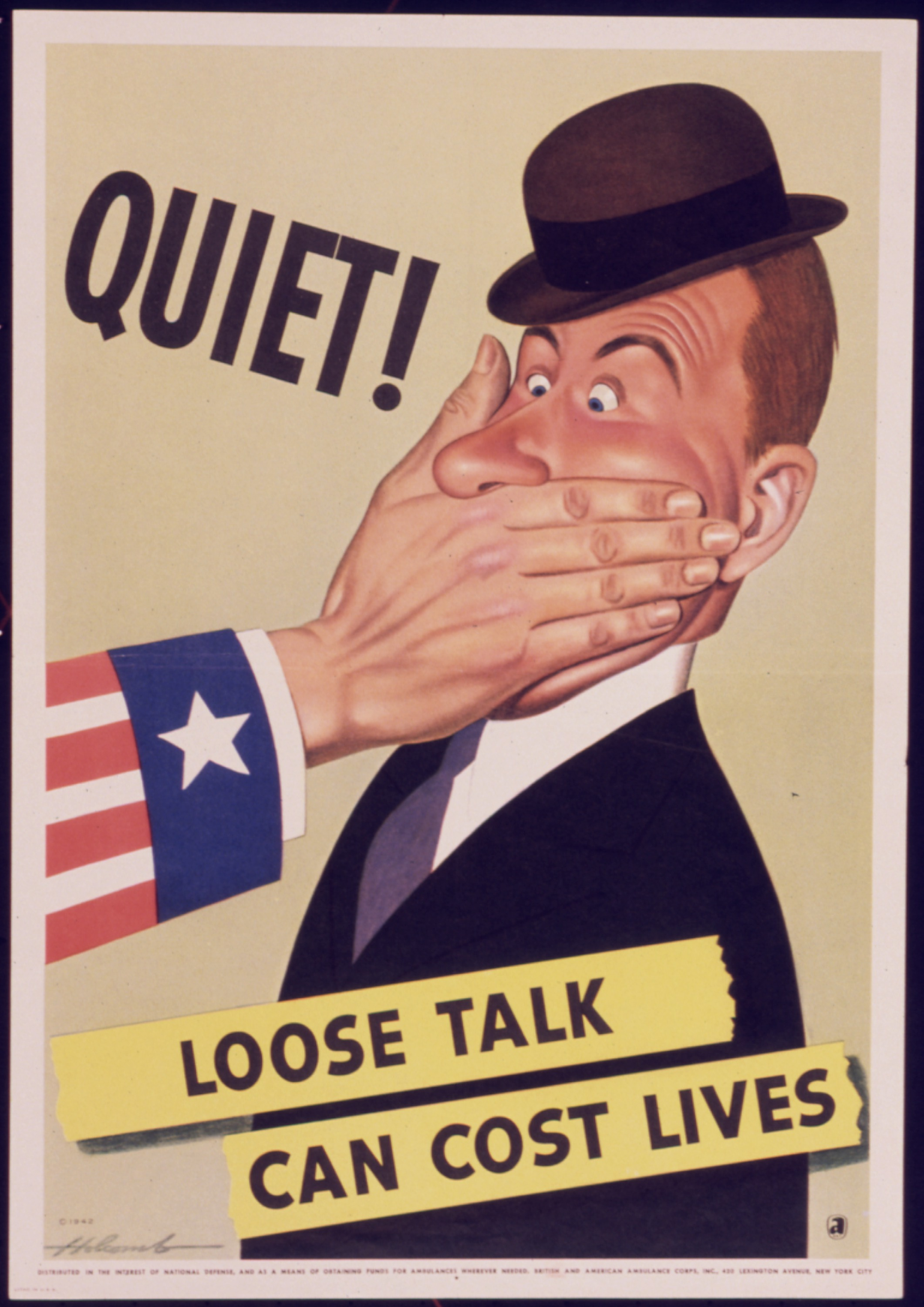
Quiet! Loose talk can cost lives
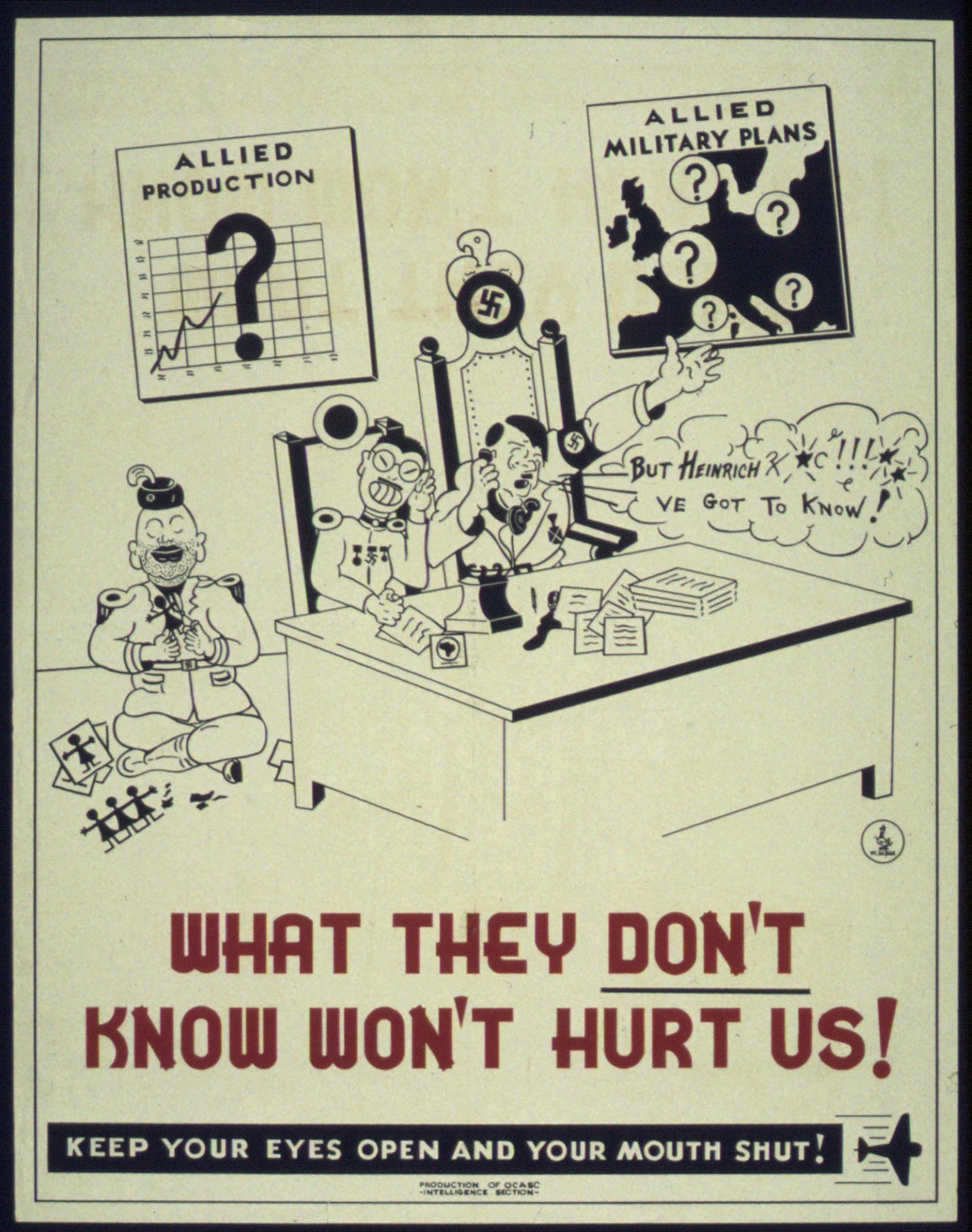
What they don't know won't hurt us!

## Zuständigkeiten
Beim Geheimschutz gibt es in Deutschland unterschiedliche Zuständigkeiten. Viele Akteure sind auf dem Gebiet des Geheimschutzes aktiv. Zur Schaffung der gesetzlichen Grundlagen ist der Deutsche Bundestag, ggf. in Zusammenarbeit mit dem Bundesrat, zuständig. Der Bundespräsident fertigt die Gesetze aus und prüft ihr rechtmäßiges Zustandekommen. Innerhalb der Bundesregierung ist das Bundesministerium des Innern und für Heimat (BMI) vorrangig für den Geheimschutz zuständig. Für den Schutz von Staatsgeheimnissen in der Privatwirtschaft ist das Bundesministerium für Wirtschaft und Klimaschutz (BMWK) zuständig. Das Bundesamt für Verfassungsschutz (BfV) wirkt beim Geheimschutz mit (§ 3 Abs. 2 BVerfSchG). Der Militärische Abschirmdienst (MAD) ist für den Geheimschutz im Geschäftsbereich des Bundesministeriums der Verteidigung (BMVg) verantwortlich. Der Bundesnachrichtendienst (BND) ist für den Schutz seiner Geheimnisse eigenverantwortlich. Das Bundeskriminalamt (BKA) ermittelt im Auftrag des Generalbundesanwaltes beim Bundesgerichtshof in den Deliktsbereichen klassische Spionage und Cyberspionage. Auf Länderebene liegt die Zuständigkeit für die Strafverfolgung bei strafrechtlichen Verstößen gegen den Geheimschutz bei den Generalstaatsanwaltschaften, die bei ihren Ermittlungen auf die Landeskriminalämter zurückgreifen. Die gerichtliche Zuständigkeit für strafrechtliche Delikte im Zusammenhang mit Staatsgeheimnissen liegt bei den Oberlandesgerichtes (§ 120 Abs. 1 Nr. 3 GVG).

## Geheimschutzhandbuch
Allgemeine Maßnahmen und Regeln für den Geheimschutz in der Wirtschaft sind im Geheimschutzhandbuch (GHB) dokumentiert. Es wird vom deutschen Bundesministerium für Wirtschaft und Klimaschutz (BMWK) herausgegeben, kann online eingesehen und als Datei heruntergeladen werden. Die aktuelle Ausgabe von 2004 wurde zuletzt am 07. August 2020 aktualisiert. Das Handbuch richtet sich an Sicherheitsbevollmächtigte von Unternehmen, behördliche Geheimschutzbeauftragte und alle Personen, die Umgang mit Verschlusssachen haben.

## Geheimschutzbeauftragter
Geheimschutzbeauftragte sind Beauftragte bei sicherheitsrelevanten Stellen, die im Rahmen des personellen und materiellen Geheimschutzes Maßnahmen aufgrund des Sicherheitsüberprüfungsgesetzes sowie Verschlusssachenanweisungen treffen. Sicherheitsrelevante Stellen sind dabei solche mit Einflussmöglichkeiten auf die innere und äußere Sicherheit. Sie sind vergleichbar den behördlichen und betrieblichen Datenschutzbeauftragten und haben wie diese innerhalb der Behörde oder des Betriebs eine funktionelle Sonderstellung. Einer personellen Vereinigung etwa von Korruptionsbeauftragten, Frauenbeauftragten, IT-Sicherheitsbeauftragten oder Datenschutzbeauftragten mit dem Geheimschutzbeauftragten stehen teilweise Bedenken hinsichtlich Interessenkonflikten zwischen den verschiedenen Funktionen entgegen.

## Sicherheitsbevollmächtigter
Ein Sicherheitsbevollmächtigter (SiBe) ist der für Sicherheit und Geheimschutz verantwortliche leitende Angehörige eines Unternehmens, das durch das BMWi geheimschutzbetreut wird. Der Sicherheitsbevollmächtigte ist der Geschäftsleitung unmittelbar unterstellt und mit geheimschutzrelevanten Befugnissen ausgestattet.